# داگ کالینز
داگ کالینز (به انگلیسی: Doug Collins) یک وکیل، سیاستمدار و افسر نظامی آمریکایی است که از سال ۲۰۲۵ به عنوان دوازدهمین وزیر امور کهنه سربازان ایالات متحده خدمت می کند. او که یکی از اعضای حزب جمهوری خواه است، قبلا از سال 2013 تا 2021 به عنوان نماینده ایالات متحده در منطقه نهم کنگره جورجیا و از سال 2007 تا 2013 در مجلس نمایندگان جورجیا خدمت کرده است و نماینده منطقه 27 است که شامل بخش هایی از شهرستان هال، شهرستان لامپکین و وایت کانتی است. کالینز از سال 2002 به عنوان کشیش در ذخیره نیروی هوایی ایالات متحده خدمت کرده است و در سال 2023 به درجه سرهنگ ارتقا یافت. 